# Linezolid
Linezolid (INN) je sintetički antibiotik koji je razvilo preduzeće Pharmacia and Upjohn Company. On se koristi za tretman ozbiljnih infekcija uzrokovanih Gram-pozitivnim bakterijama koje su otporne na nekoliko drugih antibiotika.
Ovaj lek je član oksazolidinonske klase lekova. On je aktivan protiv , na vankomicin otpornih enterokoka (VRE), i na meticilin otporni Staphylococcus aureus (MRSA).

## Spoljašnje veze
|  | Molimo Vas, obratite pažnju na važno upozorenje u vezi sa temama iz oblasti medicine (zdravlja). |